# Torenia indica
Torenia indica är en tvåhjärtbladig växtart som beskrevs av Saldanka. Torenia indica ingår i släktet Torenia och familjen Linderniaceae. Inga underarter finns listade i Catalogue of Life.